# Olindo Koolman
Olindo Koolman, né le 15 avril 1942, est un homme politique arubais, gouverneur du pays de 1992 à 2004.